# Éliminatoires de la Coupe du monde de football 2018 : zone Amérique du Nord, Amérique centrale et Caraïbes, cinquième tour
Cet article donne les résultats du cinquième tour de la zone Amérique du Nord, Amérique centrale et Caraïbes pour les éliminatoires de la Coupe du monde 2018.

## Format
Le cinquième tour regroupe les équipes ayant terminé aux deux premières places de chaque groupe du quatrième tour. Ces six nations sont regroupées dans un unique groupe aussi appelé Hexagonal et affrontent à deux reprises chaque équipe de ce groupe. Les trois meilleures équipes de ce cinquième tour sont qualifiées directement pour la Coupe du monde 2018 alors que le 4e est qualifié pour deux matchs aller-retour de barrage inter-continental contre le 5e de la zone Asie (AFC).
Les rencontres du cinquième tour se déroulent du 7 novembre 2016 au 10 octobre 2017.

## Calendrier
| Journée    | Date                       |
| ---------- | -------------------------- |
| Journée 1  | 7 – 15 novembre 2016       |
| Journée 2  | 7 – 15 novembre 2016       |
| Journée 3  | 20 – 28 mars 2017          |
| Journée 4  | 20 – 28 mars 2017          |
| Journée 5  | 5 – 13 juin 2017           |
| Journée 6  | 5 – 13 juin 2017           |
| Journée 7  | 28 août – 5 septembre 2017 |
| Journée 8  | 28 août – 5 septembre 2017 |
| Journée 9  | 2 – 10 octobre 2017        |
| Journée 10 | 2 – 10 octobre 2017        |

## Classement
| Rang | Équipe            | Pts | J  | G | N | P | Bp | Bc | Diff |  | Résultats (▼ dom., ► ext.) |     |     |     |     |     |     |
| ---- | ----------------- | --- | -- | - | - | - | -- | -- | ---- |  | -------------------------- | --- | --- | --- | --- | --- | --- |
| 1    | Mexique           | 21  | 10 | 6 | 3 | 1 | 16 | 7  | +9   |  | Mexique                    |     | 2-0 | 1-0 | 3-0 | 1-1 | 3-1 |
| 2    | Costa Rica        | 16  | 10 | 4 | 4 | 2 | 14 | 8  | +6   |  | Costa Rica                 | 1-1 |     | 0-0 | 1-1 | 4-0 | 2-1 |
| 3    | Panama            | 13  | 10 | 3 | 4 | 3 | 9  | 10 | -1   |  | Panama                     | 0-0 | 2-1 |     | 2-2 | 1-1 | 3-0 |
| 4    | Honduras          | 13  | 10 | 3 | 4 | 3 | 13 | 19 | -6   |  | Honduras                   | 3-2 | 1-1 | 0-1 |     | 1-1 | 3-1 |
| 5    | États-Unis        | 12  | 10 | 3 | 3 | 4 | 17 | 13 | +4   |  | États-Unis                 | 1-2 | 0-2 | 4-0 | 6-0 |     | 2-0 |
| 6    | Trinité-et-Tobago | 6   | 10 | 2 | 0 | 8 | 7  | 19 | -12  |  | Trinité-et-Tobago          | 0-1 | 0-2 | 1-0 | 1-2 | 2-1 |     |

- Le Mexique se qualifie pour la Coupe du monde de football de 2018 à la suite de sa victoire (1-0) face au Panama, le 1er septembre 2017.
- Le Trinité-et-Tobago est éliminé depuis le 6 octobre 2017 à la suite de sa défaite (3-1) au Mexique conjuguée à la victoire (4-0) des États-Unis face au Panama.
- Le Costa Rica se qualifie pour la Coupe du monde de football de 2018 et s'assure de terminer deuxième des éliminatoires à la suite de son match nul (1-1) face au Honduras, le 7 octobre 2017.
- Le Mexique s'assure de terminer premier des éliminatoires au profit du match nul (1-1) entre le Costa Rica et le Honduras, le 7 octobre 2017.
- Les États-Unis sont éliminés depuis le 10 octobre 2017 à la suite de leur défaite (2-1) au Trinité-et-Tobago conjuguée aux victoires ((2-1) et (3-2)) du Panama et du Honduras face au Costa Rica et au Mexique.
- Le Honduras termine quatrième des éliminatoires et joue les barrages contre l'Australie à la suite de sa victoire (3-2) face au Mexique, le 10 octobre 2017.
- Le Panama termine troisième des éliminatoires et se qualifie pour la Coupe du monde de football de 2018 à la suite de sa victoire (2-1) face au Costa Rica, c'est sa première participation dans une compétition majeure, le 10 octobre 2017.

## Résultats et calendrier
| 1re journée                  | Honduras       | 0 – 1   | Panama      | Estadio Olímpico Metropolitano, San Pedro Sula  |                                                 |
| 11 novembre 2016 14:35 UTC-6 |                | (0 – 1) | 22e Escobar | Spectateurs : 37 253 Arbitrage : Yadel Martinez | Spectateurs : 37 253 Arbitrage : Yadel Martinez |
| 11 novembre 2016 14:35 UTC-6 | Rapport (FIFA) |         |             | Spectateurs : 37 253 Arbitrage : Yadel Martinez | Spectateurs : 37 253 Arbitrage : Yadel Martinez |

| 11 novembre 2016 | Trinité-et-Tobago | 0 – 2   | Costa Rica                    | Hasely Crawford Stadium, Port-d'Espagne        |                                                |
| 19:00 UTC-4      |                   | (0 – 0) | 65e Bolaños · 90+2e Matarrita | Spectateurs : 13 500 Arbitrage : Óscar Moncada | Spectateurs : 13 500 Arbitrage : Óscar Moncada |
| 19:00 UTC-4      | Rapport (FIFA)    |         |                               | Spectateurs : 13 500 Arbitrage : Óscar Moncada | Spectateurs : 13 500 Arbitrage : Óscar Moncada |

| 11 novembre 2016 | États-Unis     | 1 – 2   | Mexique                 | Mapfre Stadium, Columbus                      |                                               |
| 19:45 UTC-5      | Wood 50e       | (0 – 1) | 20e Layún · 89e Márquez | Spectateurs : 24 650 Arbitrage : Walter López | Spectateurs : 24 650 Arbitrage : Walter López |
| 19:45 UTC-5      | Rapport (FIFA) |         |                         | Spectateurs : 24 650 Arbitrage : Walter López | Spectateurs : 24 650 Arbitrage : Walter López |

| 2e journée                   | Honduras                                   | 3 – 1   | Trinité-et-Tobago | Estadio Olímpico Metropolitano, San Pedro Sula |                                               |
| 15 novembre 2016 16:05 UTC-6 | Quioto 16e · Izaguirre 19e · Hernández 80e | (2 – 0) | 51e Mitchell      | Spectateurs : 32 900 Arbitrage : Jair Marrufo  | Spectateurs : 32 900 Arbitrage : Jair Marrufo |
| 15 novembre 2016 16:05 UTC-6 | Rapport (FIFA)                             |         |                   | Spectateurs : 32 900 Arbitrage : Jair Marrufo  | Spectateurs : 32 900 Arbitrage : Jair Marrufo |

| 15 novembre 2016 | Panama         | 0 – 0   | Mexique | Estadio Rommel Fernández, Panama                 |                                                  |
| 21:05 UTC-6      |                | (0 - 0) |         | Spectateurs : 26 500 Arbitrage : Ricardo Montero | Spectateurs : 26 500 Arbitrage : Ricardo Montero |
| 21:05 UTC-6      | Rapport (FIFA) |         |         | Spectateurs : 26 500 Arbitrage : Ricardo Montero | Spectateurs : 26 500 Arbitrage : Ricardo Montero |

| 15 novembre 2016 | Costa Rica                                   | 4 – 0   | États-Unis | Stade national du Costa Rica, San José              |                                                     |
| 20:05 UTC-6      | Venegas 43e · Bolaños 69e · Campbell 74e 77e | (1 – 0) |            | Spectateurs : 35 062 Arbitrage : César Arturo Ramos | Spectateurs : 35 062 Arbitrage : César Arturo Ramos |
| 20:05 UTC-6      | Rapport (FIFA)                               |         |            | Spectateurs : 35 062 Arbitrage : César Arturo Ramos | Spectateurs : 35 062 Arbitrage : César Arturo Ramos |

| 3e journée               | Trinité-et-Tobago | 1 – 0   | Panama | Hasely Crawford Stadium, Port-d'Espagne           |                                                   |
| 24 mars 2017 19:00 UTC-4 | Molino 37e        | (1 – 0) |        | Spectateurs : 12 000 Arbitrage : Melvin Matamoros | Spectateurs : 12 000 Arbitrage : Melvin Matamoros |
| 24 mars 2017 19:00 UTC-4 | Rapport (FIFA)    |         |        | Spectateurs : 12 000 Arbitrage : Melvin Matamoros | Spectateurs : 12 000 Arbitrage : Melvin Matamoros |

| 24 mars 2017 | Mexique                   | 2 – 0 | Costa Rica | Stade Azteca, Mexico                        |                                             |
| 19:50 UTC-6  | Hernández 7e · Araujo 45e |       |            | Spectateurs : 61 697 Arbitrage : Jhon Pitti | Spectateurs : 61 697 Arbitrage : Jhon Pitti |
| 19:50 UTC-6  | Rapport                   |       |            | Spectateurs : 61 697 Arbitrage : Jhon Pitti | Spectateurs : 61 697 Arbitrage : Jhon Pitti |

| 24 mars 2017 | États-Unis                                                     | 6 – 0 | Honduras | Avaya Stadium, San José                       |                                               |
| 19:50 UTC-7  | Lletget 5e · Bradley 27e · Dempsey 32e, 49e, 54e · Pulisic 46e |       |          | Spectateurs : 17 729 Arbitrage : Walter Lopez | Spectateurs : 17 729 Arbitrage : Walter Lopez |
| 19:50 UTC-7  | Rapport                                                        |       |          | Spectateurs : 17 729 Arbitrage : Walter Lopez | Spectateurs : 17 729 Arbitrage : Walter Lopez |

| 4e journée               | Honduras       | 1 – 1 | Costa Rica | Estadio Olímpico Metropolitano, San Pedro Sula |                                               |
| 28 mars 2017 15:00 UTC-6 | Lozano 35e     |       | 68e Waston | Spectateurs : 15 800 Arbitrage : Joel Aguilar  | Spectateurs : 15 800 Arbitrage : Joel Aguilar |
| 28 mars 2017 15:00 UTC-6 | (Rapport FIFA) |       |            | Spectateurs : 15 800 Arbitrage : Joel Aguilar  | Spectateurs : 15 800 Arbitrage : Joel Aguilar |

| 28 mars 2017 | Trinité-et-Tobago | 0 – 1 | Mexique   | Hasely Crawford Stadium, Port-d'Espagne          |                                                  |
| 19:00 UTC-4  |                   |       | 58e Reyes | Spectateurs : 14 822 Arbitrage : Valdin Legister | Spectateurs : 14 822 Arbitrage : Valdin Legister |
| 19:00 UTC-4  | (Rapport FIFA)    |       |           | Spectateurs : 14 822 Arbitrage : Valdin Legister | Spectateurs : 14 822 Arbitrage : Valdin Legister |

| 28 mars 2017 | Panama         | 1 – 1 | États-Unis  | Estadio Rommel Fernández, Panama                    |                                                     |
| 21:05 UTC-5  | Gomez 44e      |       | 40e Dempsey | Spectateurs : 23 052 Arbitrage : César Arturo Ramos | Spectateurs : 23 052 Arbitrage : César Arturo Ramos |
| 21:05 UTC-5  | (Rapport FIFA) |       |             | Spectateurs : 23 052 Arbitrage : César Arturo Ramos | Spectateurs : 23 052 Arbitrage : César Arturo Ramos |

| 5e journée              | États-Unis       | 2 – 0 | Trinité-et-Tobago | Dick's Sporting Goods Park, Commerce City      |                                                |
| 8 juin 2017 18:00 UTC-6 | Pulisic 52e, 62e |       |                   | Spectateurs : 19 188 Arbitrage : Óscar Moncada | Spectateurs : 19 188 Arbitrage : Óscar Moncada |
| 8 juin 2017 18:00 UTC-6 | (Rapport FIFA)   |       |                   | Spectateurs : 19 188 Arbitrage : Óscar Moncada | Spectateurs : 19 188 Arbitrage : Óscar Moncada |

| 8 juin 2017 | Costa Rica     | 0 – 0 | Panama | Stade national du Costa Rica, San José        |                                               |
| 20:00 UTC-6 |                |       |        | Spectateurs : 30 000 Arbitrage : Jair Marrufo | Spectateurs : 30 000 Arbitrage : Jair Marrufo |
| 20:00 UTC-6 | (Rapport FIFA) |       |        | Spectateurs : 30 000 Arbitrage : Jair Marrufo | Spectateurs : 30 000 Arbitrage : Jair Marrufo |

| 8 juin 2017 | Mexique                               | 3 – 0 | Honduras | Stade Azteca, Mexico                          |                                               |
| 21:00 UTC-5 | Alanís 35e · Lozano 63e · Jiménez 66e |       |          | Spectateurs : 58 523 Arbitrage : Drew Fischer | Spectateurs : 58 523 Arbitrage : Drew Fischer |
| 21:00 UTC-5 | (Rapport FIFA)                        |       |          | Spectateurs : 58 523 Arbitrage : Drew Fischer | Spectateurs : 58 523 Arbitrage : Drew Fischer |

| 6e journée               | Mexique        | 1 – 1 | États-Unis | Stade Azteca, Mexico                          |                                               |
| 11 juin 2017 19:30 UTC-5 | Vela 23e       |       | 6e Bradley | Spectateurs : 71 537 Arbitrage : Joel Aguilar | Spectateurs : 71 537 Arbitrage : Joel Aguilar |
| 11 juin 2017 19:30 UTC-5 | (Rapport FIFA) |       |            | Spectateurs : 71 537 Arbitrage : Joel Aguilar | Spectateurs : 71 537 Arbitrage : Joel Aguilar |

| 13 juin 2017 | Panama                 | 2 – 2 | Honduras             | Estadio Rommel Fernández, Panama                       |                                                        |
| 20:35 UTC-5  | Pérez 41e · Torres 90e |       | 5e Quioto · 66e Elis | Spectateurs : 25 900 Arbitrage : Roberto García Orozco | Spectateurs : 25 900 Arbitrage : Roberto García Orozco |
| 20:35 UTC-5  | Rapport                |       |                      | Spectateurs : 25 900 Arbitrage : Roberto García Orozco | Spectateurs : 25 900 Arbitrage : Roberto García Orozco |

| 13 juin 2017 | Costa Rica           | 2 – 1 | Trinité-et-Tobago | Stade national du Costa Rica, San José          |                                                 |
| 20:00 UTC-6  | Calvo 1re · Ruiz 44e |       | 35e Molino        | Spectateurs : 34 429 Arbitrage : Yadel Martínez | Spectateurs : 34 429 Arbitrage : Yadel Martínez |
| 20:00 UTC-6  | Rapport              |       |                   | Spectateurs : 34 429 Arbitrage : Yadel Martínez | Spectateurs : 34 429 Arbitrage : Yadel Martínez |

| 7e journée               | États-Unis | 0 – 2   | Costa Rica    | Red Bull Arena, Harrison                    |                                             |
| 1er septembre 2017 18:55 |            | (0 – 1) | 30e 82e Ureña | Spectateurs : 26 500 Arbitrage : John Pitti | Spectateurs : 26 500 Arbitrage : John Pitti |
| 1er septembre 2017 18:55 | Rapport    |         |               | Spectateurs : 26 500 Arbitrage : John Pitti | Spectateurs : 26 500 Arbitrage : John Pitti |

| 1er septembre 2017 | Trinité-et-Tobago | 1 – 2   | Honduras            | Stade Ato-Boldon, Couva                           |                                                   |
| 20:00              | Jones 67e (pen.)  | (0 – 2) | 7e López · 17e Elis | Spectateurs : 8 000 Arbitrage : Fernando Guerrero | Spectateurs : 8 000 Arbitrage : Fernando Guerrero |
| 20:00              | Rapport           |         |                     | Spectateurs : 8 000 Arbitrage : Fernando Guerrero | Spectateurs : 8 000 Arbitrage : Fernando Guerrero |

| 1er septembre 2017 | Mexique    | 1 – 0   | Panama | Stade Azteca, Mexico                          |                                               |
| 20:30              | Lozano 53e | (0 – 0) |        | Spectateurs : 37 835 Arbitrage : Walter Lopez | Spectateurs : 37 835 Arbitrage : Walter Lopez |
| 20:30              | Rapport    |         |        | Spectateurs : 37 835 Arbitrage : Walter Lopez | Spectateurs : 37 835 Arbitrage : Walter Lopez |

| 8e journée             | Honduras   | 1 – 1 | États-Unis | Estadio Olímpico Metropolitano, San Pedro Sula |                                               |
| 5 septembre 2017 15:36 | Quioto 27e |       | 85e Wood   | Spectateurs : 37 325 Arbitrage : Joel Aguilar  | Spectateurs : 37 325 Arbitrage : Joel Aguilar |
| 5 septembre 2017 15:36 | Rapport    |       |            | Spectateurs : 37 325 Arbitrage : Joel Aguilar  | Spectateurs : 37 325 Arbitrage : Joel Aguilar |

| 5 septembre 2017 | Costa Rica | 1 – 1 | Mexique          | Stade national du Costa Rica, San José       |                                              |
| 20:05            | Ureña 83e  |       | 42e (csc) Gamboa | Spectateurs : 33 000 Arbitrage : Mark Geiger | Spectateurs : 33 000 Arbitrage : Mark Geiger |
| 20:05            | Rapport    |       |                  | Spectateurs : 33 000 Arbitrage : Mark Geiger | Spectateurs : 33 000 Arbitrage : Mark Geiger |

| 5 septembre 2017 | Panama                                       | 3 – 0 | Trinité-et-Tobago | Estadio Rommel Fernández, Panama                |                                                 |
| 21:05            | Torres 39e · Mitchell 58e (csc) · Arroyo 85e |       |                   | Spectateurs : 19 000 Arbitrage : Henry Bejarano | Spectateurs : 19 000 Arbitrage : Henry Bejarano |
| 21:05            | Rapport                                      |       |                   | Spectateurs : 19 000 Arbitrage : Henry Bejarano | Spectateurs : 19 000 Arbitrage : Henry Bejarano |

| 9e journée           | États-Unis                                      | 4 – 0   | Panama | Orlando City Stadium, Orlando                          |                                                        |
| 6 octobre 2017 19:35 | Pulisic 8e · Altidore 19e 43e (pen.) · Wood 63e | (3 - 0) |        | Spectateurs : 25 303 Arbitrage : Roberto García Orozco | Spectateurs : 25 303 Arbitrage : Roberto García Orozco |
| 6 octobre 2017 19:35 | Rapport                                         |         |        | Spectateurs : 25 303 Arbitrage : Roberto García Orozco | Spectateurs : 25 303 Arbitrage : Roberto García Orozco |

| 6 octobre 2017 | Mexique                                    | 3 – 1   | Trinité-et-Tobago | Stade Alfonso-Lastras, San Luis Potosí |                          |
| 20:30          | Lozano 78e · Hernández 88e · Herrera 90+4e | (0 - 0) | 66e Winchester    | Arbitrage : Kimbell Ward               | Arbitrage : Kimbell Ward |
| 20:30          | Rapport                                    |         |                   | Arbitrage : Kimbell Ward               | Arbitrage : Kimbell Ward |

| 7 octobre 2017 | Costa Rica   | 1 – 1   | Honduras      | Stade national du Costa Rica, San José              |                                                     |
| 17:00          | Waston 90+5e | (0 - 0) | 66e Hernández | Spectateurs : 30 000 Arbitrage : César Arturo Ramos | Spectateurs : 30 000 Arbitrage : César Arturo Ramos |
| 17:00          | Rapport      |         |               | Spectateurs : 30 000 Arbitrage : César Arturo Ramos | Spectateurs : 30 000 Arbitrage : César Arturo Ramos |

| 10e journée           | Panama                 | 2 – 1   | Costa Rica  | Estadio Rommel Fernández, Panama |                          |
| 10 octobre 2017 19:00 | Pérez 55e · Torres 88e | (0 – 1) | 36e Venegas | Arbitrage : Walter López         | Arbitrage : Walter López |
| 10 octobre 2017 19:00 | Rapport                |         |             | Arbitrage : Walter López         | Arbitrage : Walter López |

| 10 octobre 2017 | Honduras                                | 3 – 2   | Mexique                | Estadio Olímpico Metropolitano, San Pedro Sula |                          |
| 18:00           | Elis 34e · Ochoa 54e (csc) · Quioto 61e | (1 – 2) | 17e Peralta · 39e Vela | Arbitrage : Joel Aguilar                       | Arbitrage : Joel Aguilar |
| 18:00           | Rapport                                 |         |                        | Arbitrage : Joel Aguilar                       | Arbitrage : Joel Aguilar |

| 10 octobre 2017 | Trinité-et-Tobago              | 2 – 1   | États-Unis  | Hasely Crawford Stadium, Port-d'Espagne |                                |
| 20:00           | González 17e (csc) · Jones 36e | (2 – 0) | 47e Pulisic | Arbitrage : Juan Carlos Guerra          | Arbitrage : Juan Carlos Guerra |
| 20:00           | Rapport                        |         |             | Arbitrage : Juan Carlos Guerra          | Arbitrage : Juan Carlos Guerra |

## Buteurs
Après la 10e journée, voici le tableau des buteurs :
5 buts
- Christian Pulisic

4 buts
- Romell Quioto
- Clint Dempsey

3 buts
- Marco Ureña
- Bobby Wood
- Alberth Elis
- Hirving Lozano

2 buts
- Christian Bolaños
- Joel Campbell
- Johan Venegas
- Kendall Waston
- Jozy Altidore
- Michael Bradley
- Eddie Hernández
- Javier Hernández
- Carlos Vela
- Gabriel Torres
- Román Torres
- Kevin Molino

1 but
- Francisco Calvo
- Rónald Matarrita
- Bryan Ruiz
- Sebastian Lletget
- Emilio Izaguirre
- Alexander López
- Anthony Lozano
- Oswaldo Alanís
- Néstor Araujo
- Héctor Herrera
- Raúl Jiménez
- Miguel Layún
- Rafael Márquez
- Oribe Peralta
- Diego Reyes
- Abdiel Arroyo
- Fidel Escobar
- Gabriel Gomez
- Blas Pérez
- Alvin Jones
- Joevin Jones
- Carlyle Mitchell
- Shahdon Winchester

1 but contre son camp (csc)
- Cristian Gamboa
- Guillermo Ochoa
- Carlyle Mitchell
- Omar Gonzalez